# خوسه تاپیا
خوسه تاپیا (انگلیسی: José Tapia؛ زادهٔ ۱۹ فوریهٔ ۱۹۰۵ - درگذشته نامشخص) مربی فوتبال اهل کوبا بود.
وی سرمربی تیم ملی فوتبال کوبا در جام جهانی فوتبال ۱۹۳۸ بوده‌است.